# Flor do Mal
 Flor do Mal é o álbum de estreia da cantora  brasileira Zizi Possi, lançado em 1978, pela gravadora Philips/Phonogram. Com gravações realizadas entre 1977 e 1978, após sua chegada no Rio de Janeiro, e experiências com trilhas sonoras, jingles, aulas de educação artística e participação em especiais da TV Aratu, em Salvador.
Sob a coordenação de produção de Roberto de Santana, o repertório foi selecionado sem critérios rígidos, buscando se aproximar da imagem artística de Zizi. O álbum apresenta tanto composições inéditas quanto regravações de artistas renomados, tais como: Caetano Veloso e Ivan Lins, com uma abordagem musical diferenciada. 
A recepção dos críticos de música foi mista. Algumas análises elogiaram a voz e a performance de Possi, enquanto outras destacaram a falta de coesão entre as faixas incluídas. Comercialmente, não obteve sucesso. 
Em entrevistas recentes, Possi demonstra não apreciar o disco, ela disse: "Cinco pessoas me disseram o que eu teria de gravar e eu só obedeci. Pediram um tango, eu cantei. Um rock, eu cantei. Mas, na real, o que tinha da Zizi ali? Apenas a função". A cantora também alegou que: "O disco não pintava o retrato da minha personalidade até porque, àquela altura, nem eu mesma sabia o que era. Estava lá a serviço de cantar".

## Produção e gravação
As gravações ocorreram entre 1977 e 1978, nessa época, tinha 21 anos e era uma recém chegada no Rio de Janeiro, após viver em Salvador por quatro anos, onde desenvolveu vários trabalhos, como: trilhas sonoras, jingles, aulas de educação artística para filhos de prostitutas, num projeto de recuperação social do governo da Bahia e participação em especiais da TV Aratu. Os trabalhos tornaram-na conhecida e chamaram a atenção de Roberto Menescal que a convidou para lançar seu primeiro LP.
A coordenação de produção ficou aos cuidados de Roberto de Santana. Cinco pessoas pesquisaram o repertório entre outubro e janeiro, sem nenhum critério rígido para a seleção. Segundo Possi: "Pesquisamos muito. Cada vez mais a gente estava se aproximando de uma linha que vinha de encontro a minha imagem".
Em entrevistas, Possi ressaltou a importância de uma "consciência nova", por esse motivo foram incluídas quatro canções inéditas e outras regravações (de artistas como Caetano Veloso, Ivan Lins, João Bosco e Paulo Cesar Pinheiro) com uma "roupagem" totalmente diferente.
A música disco que estava em voga na época, faz-se presente em uma faixa que difere-se das demais. Possi revelou que não impuseram-na a gravar no estilo e disse ser importante ter uma visão comercial: "No esquema em que a gente vive atualmente é importante tirar o lado comercial da coisa. Se você não se preocupa com isso não está se importando com o progresso do trabalho". Ela também afirmou que: "é preciso que se enfrente a realidade tirando proveito dela".

## Lançamento e divulgação
A cantora chegou a se apresentar no programa de televisão Som 4, da TV Aratu, apresentado por Carlos Nunes. Na ocasião, cedeu entrevista ao apresentador e cantou algumas canções do álbum: "Sim, foi você", "Até Não Mais" e "Flor do mal".
O álbum foi relançado no formato Compact disc (CD) em 2002, na série Tudo, da Universal Music, junto com outros treze álbuns de Possi, incluindo as capas e encartes originais.

## Recepção crítica
| Críticas profissionais | Críticas profissionais |
| Avaliações da crítica  | Avaliações da crítica  |
| Fonte                  | Avaliação              |
| ---------------------- | ---------------------- |
| Jornal do Commercio    | Favorável              |
| O Pasquim              | Mista                  |
| Correio Braziliense    | Mista                  |

A recepção da crítica especializada foi, em maioria, mista. 
Raoul Saint, do Jornal do Commercio, o qualificou como excelente e elegeu "Flor do Mal", Demônio de Guarda" e Magia" como seus destaques.
Roberto Moura, do seminário alternativo O Pasquim, chamou os músicos de "competentes", os "arranjos triviais mas corretos" e o repertório de "previsível para as pretensões do disco". Sobre essa última afirmação, ele pontuou que o álbum parecia ter sido feito para agradar a classe A, em detrimento da capa que se assemelhava as da revista Vogue. Ele finda sua resenha pontuando que deveria se levar em conta o talento e gostos da artista ao invés de priorizar o lado comercial.
Outros veículos, como o jornal Correio Braziliense, disseram que faltava unidade entre as faixas mas elogiaram a voz e a performance da intérprete.
A respeito das críticas, a cantora considerou que os comentários foram: "sem grandes pesos positivos, mas com grandes esperanças positivas".

## Desempenho comercial
Comercialmente, não obteve popularidade significativa junto ao público.

## Lista de faixas
- Créditos adaptados do LP Flor do Mal, de 1978.[15]

| Lado A |                       |                              |         |  |
| N.º    | Título                | Compositor(es)               | Duração |  |
| 1.     | "Demônio de Guarda"   | Ivan Lins, Vitor Martins     | 2:44    |  |
| 2.     | "Flor do Mal"         | Aécio Flávio, Tibério Gaspar | 2:05    |  |
| 3.     | "Até Não Mais"        | Kledir Ramil                 | 3:05    |  |
| 4.     | "Jura Secreta"        | Abel Silva, Sueli Costa      | 4:37    |  |
| 5.     | "Irmão Sol, Irmã Lua" | Aécio Flávio, Léo Vitor      | 3:07    |  |
| 6.     | "Vida Noturna"        | Aldir Blanc, João Bosco      | 2:58    |  |

| Lado B |                    |                                   |         |  |
| N.º    | Título             | Compositor(es)                    | Duração |  |
| 1.     | "Um Toque de Amor" | Guilherme Lamounier               | 2:50    |  |
| 2.     | "Magia"            | Livi, Roberto Menescal            | 3:20    |  |
| 3.     | "Sim Foi Você"     | Caetano Veloso                    | 3:56    |  |
| 4.     | "Memórias"         | Aécio Flávio, Tibério Gaspar      | 2:24    |  |
| 5.     | "Meu Pobre Blues=" | Sergio Sampaio                    | 3:02    |  |
| 6.     | "Cão Sem Dono"     | Paulo César Pinheiro, Sueli Costa | 2:51    |  |

## Pessoal e créditos
Fonte: 
| - Celso - Flautas - Jorginho - Flautas, Sax - Ari Piazzarollo - Violão, Guitarra, Banjo - Roberto Menescal - Violão, Arranjos - Luiz Roberto - Violão, Baixo, Arranjos - Jacaré - Baixo - Luizão - Baixo - Paulinho Braga - Bateria - Paulinho Vieira - Bateria - Waltinho - Bateria - Djalma - Rítmo - Marku - Rítmo - Claret - Rítmo - Helvius - Piano - Jotinhha - Piano, Vibrafone-sintetizador, Arranjos | - Zeca - Trombone - Geraldo - Barítono - Zé Carlos - Sax tenor - Bidinho - Trompete - Sivuca - Acordeon - Maurício Einhorn - Gaita de Boca - Carla - Coral infantil - Maná - Coral infantil - Flavinho - Coral infantil - Tata - Coral infantil - Marcos de Castro - Arranjos - Conjunto Superbacana - Participação especial |